# 18-XX
Classificazione delle ricerche matematiche: sezioni di livello 1

00-XX 01 03 05 06 08 | 11 12 13 14 15 16 17 18 19 20 22 | 26 28 30 31 32 33 34 35 37 39 40 41 42 43 44 45 46 47 49 | 
 51 52 53 54 55 57 58 | 60 62 65 68 | 70 74 76 78 | 80 81 82 83 85 86 | 90 91 92 93 94 97-XX
18-XX è la sigla della sezione primaria dello schema di classificazione MSC dedicata alla teoria delle categorie.
Questa pagina presenta la struttura ad albero delle sue sottosezioni secondarie e terziarie.

## 18-XX
teoria delle categorie, algebra omologica
(per gli anelli commutativi vedi 13Dxx, per gli anelli associativi 16Exx, per i gruppi 20Jxx, per i gruppi topologici e le strutture collegate 57Txx; vedi anche 55Nxx e 55Uxx per la topologia algebrica}
- 18-00 opere di riferimento generale (manuali, dizionari, bibliografie ecc.)
- 18-01 esposizione didattica (libri di testo, articoli tutoriali ecc.)
- 18-02 presentazione di ricerche (monografie, articoli di rassegna)
- 18-03 opere storiche {!va assegnato almeno un altro numero di classificazione della sezione 01-XX}
- 18-04 calcolo automatico esplicito e programmi (non teoria della computazione o della programmazione)
- 18-06 atti, conferenze, collezioni ecc.

## 18Axx
teoria generale delle categorie e dei funtori
- 18A05 definizioni, generalizzazioni
- 18A10 grafi, schemi di diagramma, precategorie [vedi specialmente 20L05]
- 18A15 fondamenti, relazioni con la logica ed i sistemi deduttive [vedi anche 03-XX]
- 18A20 epimorfismi, monomorfismi, classi speciali di morfismi, morfismi nulli
- 18A22 proprietà speciali dei funtori (fedeli, pieni ecc.)
- 18A23 morfismi naturali, morfismi dinaturali
- 18A25 categorie di funtori, categorie comma
- 18A30 limiti e colimiti (prodotti, somme, limiti diretti, pushouts?spinte?somme amalgamate, prodotti fibrati, equalizzatori, nuclei, ends?estremità e coestremità ecc.)
- 18A32 fattorizzazione di morfismi, sottostrutture, strutture quozienti, congruenze, amalgami
- 18A35 categorie che ammettono limiti (categorie complete), funtori che conservano i limiti, completamenti
- 18A40 funtori aggiunti (funtori rappresentabili, costruzioni universali, sottocategorie riflessive, riflessioni ecc.), costruzioni di aggiunti (estensioni di Kan ecc.)
- 18A99 argomenti diversi dai precedenti, ma in questa sezione

## 18Bxx
categorie speciali
- 18B05 categorie di insiemi, caratterizzazioni [vedi anche 03-XX]
- 18B10 categorie di relazioni, relazioni additive
- 18B15 teoremi di immersione, categorie universali [vedi anche 18E20]
- 18B20 categorie di macchine, automi, categorie operative [vedi anche 03D05, 68Qxx]
- 18B25 topoi [vedi anche 03G30]
- 18B30 categorie di spazi topologici e di applicazioni continue [vedi anche 54-XX]
- 18B35 preordini, ordini e reticoli (visti come categorie) [vedi anche 06-XX]
- 18B40 gruppoidi, semigruppoidi, semigruppi, gruppi (visti come categorie) [vedi anche 20Axx, 20L05, 20Mxx]
- 18B99 argomenti diversi dai precedenti, ma in questa sezione

## 18Cxx
categorie e teorie
- 18C05 categorie equazionali [vedi anche 03C05, 08C05]
- 18C10 teorie (e.g. teorie algebriche), strutture e semantica [vedi anche 03G30]
- 18C15 terne (= costruzione standard, monade o triade), algebre per una terna, omologia e funtori derivati per le terne [vedi anche 18Gxx]
- 18C20 algebre e categorie di Kleisli associate con monadi
- 18C30 sketches e generalizzazioni
- 18C35 categorie accessibili e localmente presentabili
- 18C50 semantica categoriale dei linguaggi formali [vedi anche 68Q55, 68Q65]
- 18C99 argomenti diversi dai precedenti, ma in questa sezione

## 18Dxx
categorie con strutture
- 18D05 categorie doppie, 2-categorie, bicategorie e generalizzazioni
- 18D10 categorie monoidali (= categorie moltiplicative), categorie monoidali simmetriche, categorie intrecciate [vedi anche 19D23]
- 18D15 categorie chiuse (categorie monoidali e Cartesiane chiuse ecc.)
- 18D20 categorie arricchite (sopra categorie chiuse o monoidali)
- 18D25 funtori forti, aggiunzioni forti
- 18D30 categorie fibrate
- 18D35 oggetti strutturati in una categoria (oggetti gruppali? ecc.)
- 18D50 operad [vedi anche 55P48]
- 18D99 argomenti diversi dai precedenti, ma in questa sezione

## 18Exx
categorie abeliane
- 18E05 categorie preadditive, categorie additive
- 18E10 categorie esatte, categorie abeliane
- 18E15 categorie di Grothendieck
- 18E20 teoremi di immersione [vedi anche 18B15]
- 18E25 funtori derivati e satelliti
- 18E30 categorie derivate, categorie triangolate
- 18E35 localizzazione di categorie
- 18E40 teorie di torsione, radicali [vedi anche 13D30, 16S90]
- 18E99 argomenti diversi dai precedenti, ma in questa sezione

## 18Fxx
categorie e geometria
- 18F05 categorie locali e funtori locali
- 18F10 topologie di Grothendieck [vedi anche 14F20]
- 18F15 varietà astratte e fasci fibrati [vedi anche 55Rxx, 57Pxx]
- 18F20 prefasci e fasci [vedi anche 14F05, 32C35, 32L10, 54B40, 55N30]
- 18F25 K-teoria algebrica ed L-teoria [vedi anche 11Exx, 11R70, 11S70, 12-XX, 13D15, 14Cxx, 16E20, 19-XX, 46L80, 57R65, 57R67]
- 18F30 gruppi di Grothendieck [vedi anche 13D15, 16E20, 19Axx]
- 18F99 argomenti diversi dai precedenti, ma in questa sezione

## 18Gxx
algebra omologica astratta
[vedi anche 13Dxx, 16Exx, 20Jxx, 55Nxx, 55Uxx, 57Txx]
- 18G05 proiettivi ed iniettivi [vedi anche 13C10, 13C11, 16D40, 16D50]
- 18G10 risoluzioni; funtori derivati [vedi anche 13D02, 16E05, 18E25]
- 18G15 Ext e Tor, generalizzazioni, formula di Kuenneth [vedi anche 55U25]
- 18G20 dimensione omologica [vedi anche 13D05, 16E10]
- 18G25 algebra omologica relativa, classi proiettive
- 18G30 insiemi simpliciali, oggetti simpliciali (in una categoria) [vedi anche 55U10]
- 18G35 complessi di catene [vedi anche 18E30, 55U15]
- 18G40 successioni spettrali, ipercoomologia [vedi anche 55Txx]
- 18G50 algebra omologica non abeliana
- 18G55 algebra omotopica
- 18G60 altre teorie di omologia e di coomologia [vedi anche 19D55, 46L80, 58J20, 58J22]
- 18G99 argomenti diversi dai precedenti, ma in questa sezione